# Ludzka erlichioza monocytarna
Ludzka erlichioza monocytarna (HME, human monocytic erlichiosis) – choroba zakaźna wywoływana przez Ehrlichia chaffeensis przenoszona przez kleszcze, charakteryzująca się nieswoistymi objawami. W ciężkich przypadkach może prowadzić do śmierci. W leczeniu stosuje się głównie tetracykliny.

## Epidemiologia
Głównym przenosicielem zakażenia E. chaffeensis jest kleszcz Ambyomma americanum, a rezerwuarem zarazków – zwierzyna płowa. Większość przypadków erlichiozy monocytowej zarejestrowano w USA w południowo-środkowych i środkowoatlantyckich regionach. Opisano także przypadki zachorowań w Afryce i Europie. Najczęściej nabywa się chorobę w miesiącach letnich i w regionach wiejskich.

## Objawy kliniczne
Klinicznie choroba przebiega w około jednej trzeciej przypadków z serokonwersją. Średni okres wylęgania wynosi 9 dni, a średni czas trwania choroby – 23 dni. Objawy są nieswoiste i obejmują (w kolejności zmniejszającej się częstotliwości): gorączkę, ból głowy, ból mięśni, utratę łaknienia, nudności, wymioty, wysypkę, kaszel, nieżyt gardła, zajęcie węzłów chłonnych, ból brzucha i dezorientację. W ciężkich przypadkach może dochodzić do niewydolności oddechowej, zaburzeń neurologicznych, ostrej niewydolności nerkowej, krwotoku z przewodu pokarmowego i (lub) oportunistycznej infekcji wirusowej lub grzybiczej.
Śmiertelność wynosi 2–3%. Wyniki badań laboratoryjnych sugerujące rozpoznanie to trombocytopenia, leukopenia i podwyższona aktywność aminotransferaz. Wtręty w kształcie moruli rzadko stwierdza się w krwi obwodowej, ale można je znaleźć w makrofagach w płynie mózgowo–rdzeniowym, szpiku kostnym i różnych narządach litych.

## Rozpoznanie
Podejrzenie kliniczne erlichiozy monocytowej powinna nasuwać gorączka i ekspozycja na kleszcze w regionie endemicznym w okresie poprzedzających 3 tygodni w wywiadzie. W okresie ostrym choroby może być dodatni wynik łańcuchowej reakcji polimerazy na DNA E. chaffeensis. Przeciwciała przeciwbakteryjne dają się wykryć metodą bezpośredniej immunofluorescencji w okresie zdrowienia. Miano poniżej 64 jest uważane za dodatnie.

## Leczenie
Z chwilą ustalenia domniemanej erlichiozy monocytowej leczenie należy podjąć niezwłocznie. Tetracykliny (np. doksycyklina 100 mg co 12 h) skracają okres choroby. Chloramfenikol wydaje się skuteczny w niektórych przypadkach, ale nie zawsze.